# Championnats du monde de VTT marathon 2021
Navigation
2020 2022
Les championnats du monde de VTT marathon 2021 ont lieu le 2 octobre 2021 à Capoliveri sur l'île d'Elbe en Italie.

## Podiums
| Épreuves | Or                 | Argent            | Bronze          |
| -------- | ------------------ | ----------------- | --------------- |
| Hommes   | Andreas Seewald    | Diego Arias       | José Días       |
| Femmes   | Mona Mitterwallner | Maja Włoszczowska | Natalia Fischer |